# ГЕС Туматумарі
ГЕС Туматумарі — гідроелектростанція у центральній частині Гаяни, за три з половиною сотні кілометрів на південний захід від столиці країни міста Джорджтаун. Розрахована на використання ресурсу з річки Потаро, яка починається в горах Серра-Пакарайма на кордоні з Бразилією та є лівою притокою Ессекібо (найбільша річка країни, має північний напрямок течії та впадає до Атлантичного океану за два десятки кілометрів на північний захід від столиці). Перша й найпотужніша, станом на середину 2010-х, ГЕС в історії країни.
Для роботи станції організували відведення води з Потаро перед порогом Туматумарі, на якому відбувається падіння на 3,6 метра. Між лівим берегом і острівцем, що лежить у руслі, звели бетонну секцію завдовжки 98 метрів з сімома водопропускними шлюзами, тоді як праву протоку перекрила бетонна водозливна споруда завдовжки 128 метрів. Крім того, на правобережжі між завершенням бетонної греблі та машинним залом звели кам'яно-накидну секцію довжиною 38 метрів. Висота описаної комбінованої греблі становила майже 5 метрів. У машинному залі встановили дві турбіни типу Френсіс потужністю по 0,75 МВт, відпрацьована якими вода поверталась у річку по відвідному каналу завдовжки 120 метрів та завширшки 15 метрів.
Проєкт реалізувала у 1957 році гірничорудна компанія British Guiana Consolidated Goldfields, яка розраховувала використовувати вироблену тут електроенергію для живлення двох драг на рудниках Туматумарі та Конаварук. Втім, уже невдовзі після введення станції в експлуатацію, у 1959-му, через тривалий страйк ГЕС припинила свою роботу. Знову вона стала до ладу вже після здобуття Гаяною незалежності, у 1969-му (за іншими даними в 1976-му), після чого протягом певного часу станція працювала однією турбіною для задоволення місцевих потреб. У 1987-му ГЕС знову зупинилась, тепер уже щонайменше на кілька десятиліть, а її обладнання було частково вандалізоване.
Станом на середину 2010-х років існували плани відновлення станції Туматумарі з прокладанням від неї ЛЕП завдовжки 30 км та заміною гідроагрегатів на два нових потужністю по 1,1 МВт. Також буде потрібно відновити зруйновану секцію греблі завдовжки майже 90 метрів.
Можливо також відзначити, що Гаяна володіє вельми значним гідроенергетичним потенціалом, наприклад, існує проєкт спорудження станцій потужністю кілька тисяч МВт для експорту електроенергії до Бразилії. У більш близькій перспективі обговорюється створення ГЕС Amaila Falls потужністю 160 МВт. Втім, станом на середину 2010-х країна по суті не мала діючих ГЕС.